# Cosmosoma lunata
Cosmosoma lunata är en fjärilsart som beskrevs av M.Gaede 1926. Cosmosoma lunata ingår i släktet Cosmosoma och familjen björnspinnare. Inga underarter finns listade i Catalogue of Life.